# Terza sezione

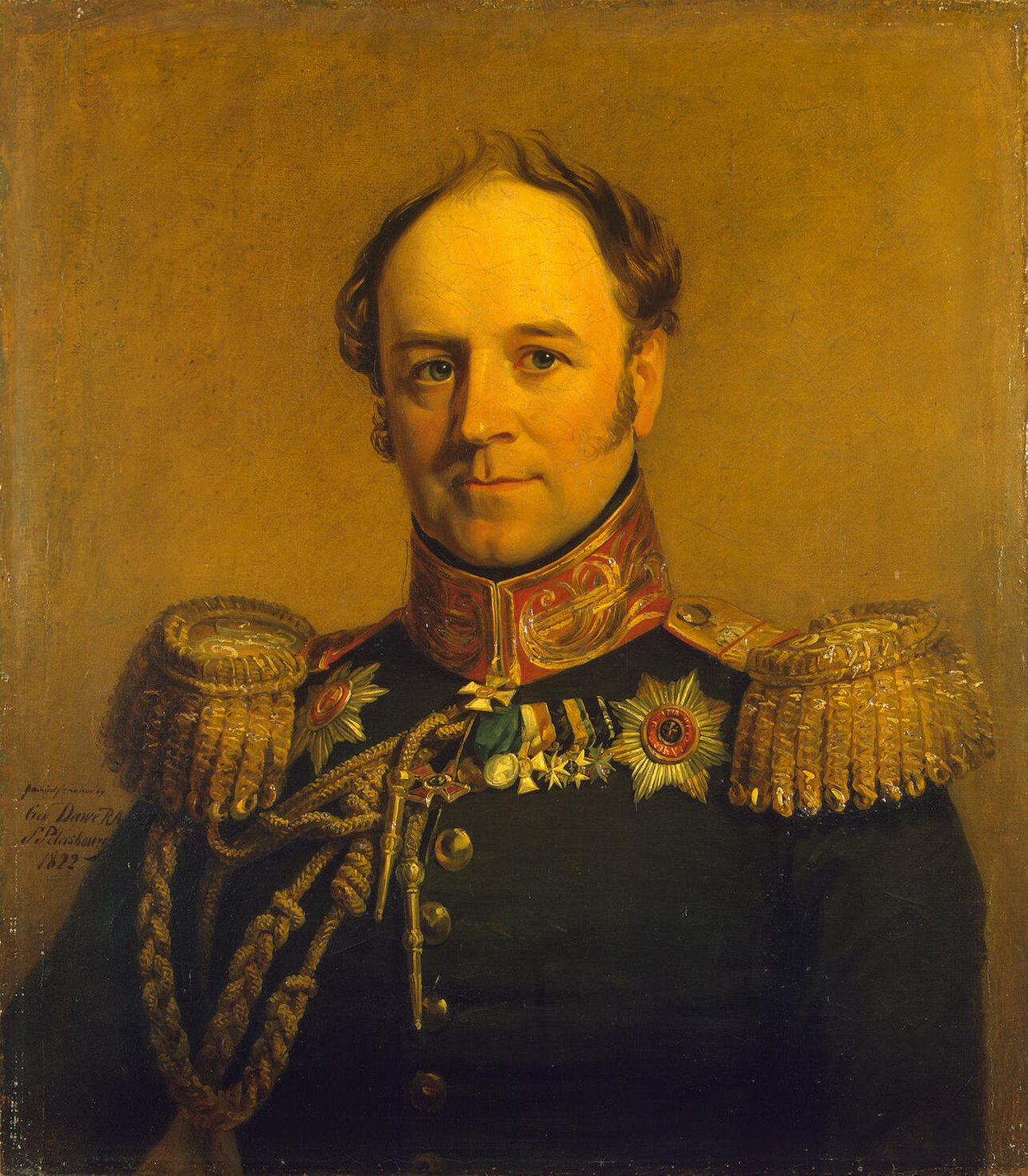
Alexander von Benckendorff, primo capo della Terza Sezione

Terza Sezione (in russo, Третье отделение, Tret'e otdelenie), formalmente Terza sezione della Cancelleria privata di Sua Maestà Imperiale, fu il nome della polizia politica russa assunto dal 1826, quando fu creata sotto Nicola I, fino al 1880, sotto il regime di Alessandro II, quando fu abolita e le sue funzioni furono trasferite al Dipartimento di Polizia di Stato presso il Ministero degli Interni, assumendo il nome di Ochrana. Dal 1838 ebbe la sua sede a San Pietroburgo nell'edificio sito sul canale della Fontanka, al numero 16.

## Storia
All'indomani della fallita rivolta decabrista, con decreto del 3 luglio 1826 lo zar Nicola I si preoccupò di creare un organismo che vigilasse e reprimesse ogni attività contro il regime. Alla sua testa fu posto il capo della polizia e, in subordine, un direttore, che dal 1839 fu anche il capo della gendarmeria. La gendarmeria era il braccio esecutivo della polizia politica, i cui elementi svolgevano invece attività di raccolta d'informazioni e d'indagine.
La Terza sezione fu strutturata in cinque uffici e venne dotata di un archivio generale, di due archivi segreti e di una tipografia. Gli agenti si trovavano in un'ala del terzo piano, mentre nell'altra erano ubicati il reparto contabilità e vari uffici del Terzo dipartimento, che aveva gli altri, i più importanti (la crittografia e la censura postale) al piano superiore. Sempre al quarto piano erano conservate le pubblicazioni illegali sequestrate, e vi avevano posto gli uffici degli altri quattro dipartimenti in cui era strutturata la Terza sezione. Al secondo piano c'erano gli schedari, con la raccolta dei dati relativi a migliaia di cittadini dell'Impero e comprensivi di descrizioni fisiche, se mancavano le foto segnaletiche. La sala d'attesa era al primo piano, assieme alla tesoreria e alla mensa. Nel cortile, infine, stavano la prigione, la caserma dei gendarmi, l'archivio, le stalle e altri servizi. La stanza degli agenti, al terzo piano, era divisa in due grandi locali da un tramezzo. Nel primo c'erano gli uffici dei direttori, rispettivamente, del servizio segreto interno e di quello per gli Esteri. Il I Ufficio si occupava della sorveglianza delle organizzazioni rivoluzionarie e dei singoli cittadini, e ogni anno presentava all'imperatore un rapporto sull'attività svolta con una relazione sugli umori politici dell'opinione pubblica.
Il II Ufficio, oltre a essere incaricato della direzione della fortezza Pietro e Paolo dove venivano rinchiusi i detenuti politici, controllava le numerose sette religiose presenti in Russia per verificare che in esse non germinassero idee politiche contrarie al regime. Questo Ufficio si occupava anche dell'attività dei falsari.
Il III Ufficio spiava sia gli stranieri residenti in Russia sia, mediante agenti segreti inviati all'estero o reclutati in loco, i partiti stranieri considerati sovversivi, in particolare i circoli politici fondati all'estero da rifugiati russi.
Il IV Ufficio vigilava sul movimento contadino, raccogliendo informazione su rivolte e disordini avvenuti nelle campagne. Fu soppresso nel 1872 e le sue funzioni furono trasferite al II Ufficio.
Il V Ufficio si occupava della censura sulla stampa, sulla letteratura, sugli spettacoli teatrali. Fu soppresso nel 1865 e le sue funzioni passarono alla Direzione Generale della Stampa presso il Ministero degli Interni.
Essendo negli anni costantemente cresciuta l'attività rivoluzionaria, il governo cercò di organizzare una polizia politica più efficiente. Con decreto del 6 agosto 1880 la Terza Sezione fu soppressa e le sue funzioni furono assunte dal Dipartimento di Polizia presso il Ministero degli Interni, guidato per l'occasione dal ministro Loris-Melikov. All'interno del Dipartimento di Polizia fu organizzata la sezione politica per decreto del 14 agosto 1881 dell'imperatore Alessandro III, e assunse il nome di Ochrana.
I capi della Terza Sezione succedutisi nel tempo furono: Aleksandr Benkendorf (1826-1844), Aleksej Orlov (1845-1856), Vasilij Dolgorukov (1856-1866), Pёtr Šuvalov (1867-1875), Aleksandr Potapov (1875-1877), Nikolaj Mezencov (1877-1878), Aleksandr Drentel'n (1878-1880) e Pëtr Čerevin (1880). Mezencov cadde vittima di un attentato organizzato da Sergej Kravčinskij, militante di Zemlja i Volja, mentre Drentel'n uscì illeso da un tentativo attuato da Lev Mirskij.